# Sāmir Fahmī
Sāmir Fahmī (in arabo سامح فهمي‎?; Il Cairo, 14 agosto 1949) è un politico e ingegnere egiziano, che nel 1999 al 2011 è stato ministro del petrolio, fino allo scoppio della Rivoluzione egiziana.

## Biografia
Si laurea nel giugno 1973 all'Università del Cairo in Ingegneria chimica. Dal novembre 1987 inizia a lavorare come esperto di progetto per l'Egyptian General Petroleum Corporation (EGPC), dove poi ottiene l'incarico di direttore generale per la pianificazione nel 1988. Dal maggio 1993 è vice presidente per i progetti della EGCP, fino al ruolo di presidente di Middle East Oil Tankage & Pipelines (MIDTAP) e vice presidente di Middle East Oil Refinery (MIDOR) dal 1997. Nell'ottobre 1999 è nominato ministro del petrolio da Hosni Mubarak, conservando l'incarico fino al febbraio 2011, quando ha inizio la Rivoluzione egiziana.